# Velika loža Slovenije
Velika loža Slovenije je prostozidarska velika loža v Sloveniji (kratica, VLS), ki je bila ustanovljena 16. oktobra 1999. Veliko Ložo Slovenije vsebinsko in formalno priznavajo Velika loža Anglije (kot materinska prostozidarska velika loža) in ostale regularne velike lože. 
Združuje 9 lož, ki imajo skupaj 300 članov.
- Loža Dialogus;
- Loža Žiga Zois;
- Loža Arcus;
- Loža Združena srca;
- Loža Olivetum;
- Loža Artes Liberales Europa;
- Loža Besede in dejanja;
- Loža Srečko Kosovel;
- Loža Quatuor Coronati;

Velika Loža Slovenije je neodvisna. Z drugimi Velikimi Ložami in prostozidarskimi redi (škotski, jorški red) sodeluje na enakopravni osnovi.